# Tony Bill
Gerard Anthony Bill (nascut el 23 d'agost de 1940) és un actor, productor i director nord-americà. Va produir la pel·lícula de 1973 El cop, per la qual va compartir l'Oscar a la millor pel·lícula amb Michael Phillips i Julia Phillips. Com a actor, Bill va tenir papers secundaris a Come Blow Your Horn (1963), Xampú (1975), Pee-wee's Big Adventure (1985) i Less than Zero (1987). Va debutar com a director amb My Bodyguard (1980) i va dirigir pel·lícules Six Weeks (1982), Cinc cantonades  (1987), Gent boja (1990), Cor indomable (1993) i Flyboys: Herois de l'aire (2006).

## Primers anys
Bill va néixer a San Diego, Califòrnia, i va assistir a St. Augustine High School. Es va llicenciar en anglès i art a la Universitat de Notre Dame, de la qual es va graduar el 1962.

## Carrera
Bill va començar la seva carrera com a actor a la dècada de 1960, apareixent per primera vegada a la pantalla com el germà petit ingenu de Frank Sinatra a Come Blow Your Horn (1963). El mateix any, va aparèixer a Soldier in the Rain protagonitzada per Jackie Gleason i Steve McQueen. A partir d'aleshores, va ser seleccionat com a Chris Herrod a l'episodi de 1965 "An Elephant Is Like a Tree" de la sèrie dramàtica Mr. Novak.
Es va especialitzar en protagonisets juvenils i joves. A mitjans de la dècada de 1960, va fer dues aparicions a la sèrie d'antologia Play of the Month de la BBC, va prendre el protagonisme a Lee Oswald Assassin i va interpretar Biff a Rod Steiger Willy Loman a Death of a Salesman (tots dos de 1966).
Sovint els seus personatges eren simpàtics, però no gaire brillants. Altres crèdits d'actuació inclouen Marriage on the Rocks (1965), None but the Brave (1965), You're a Big Boy Now (1966), Never a Dull Moment (1968), How to Steal the World (1968),  Estació polar Zebra (1968), Castle Keep (1969), Flap (1970), Xampú (1975), Are You in the House Alone? (1978), Heart Beat (1980), The Little Dragons (1980), Freedom, Pee-wee's Big Adventure  ' (1985) i Less than Zero (1987).
Bill va continuar actuant a pel·lícules de televisió, minisèries i llocs de convidats, tot i que amb una freqüència cada vegada menor va seguir dirigint. El 1965, Bill va actuar com a protagonista convidat a "An Echo of Bugles", l'episodi inicial de la sèrie western de Rod Serling, The Loner interpretant un pixo que es burla d'un veterà confederat i desafia a l'estrella de la sèrie Lloyd Bridges a un duel. Va aparèixer a l'episodi de 1966 "Chaff in the Wind" de l'oest The Virginian i a l'episodi de 1966 "The Oath" de l'oest Bonanza. Va ser emès a l'episodi de 1967 "The Predators" de "The Road West". També va protagonitzar un episodi de 1968 de The Man from U.N.C.L.E. titulat "The Seven Wonders of the World Affair, Parts 1 and 2". Va aparèixer en una pel·lícula d'ABC titulada Haunts of the Very Rich (1972), va aparèixer a la minisèrie de 1977 Washington: Behind Closed Doors i a la sèrie d'antologia dramàtica com a narrador What Really Happened to the Class of '65?.
El 1980, Bill va dirigir la seva primera pel·lícula My Bodyguard. Va continuar dirigint Six Weeks (1982), Cinc cantonades (1987), Gent boja (1990), La nostra pròpia casa (1993), Cor indomable (1993), i Flyboys: Herois de l'aire (2006), que Bill afirma que va ser una de les primeres característiques filmades completament amb càmeres digitals. Per a televisió, Bill va dirigir One Christmas (1994), de Truman Capote, La guerra del comtat de Harlan (2000), i Pictures of Hollis Woods (2007).
El 2009, Bill va publicar el llibre Movie Speak: How to Talk Like You Belong on a Film Set. El llibre recorre l'etimologia del llenguatge del plató de la pel·lícula i s'omple amb històries de la carrera cinematogràfica de Bill.
De 1984 a 2000, va ser copropietari amb Dudley Moore del 72 Market Street Oyster Bar and Grill, un restaurant a Venice, Califòrnia.

## Vida personal
Bill es va casar amb Toni Gray el desembre de 1962. Van tenir un fill, Peter Bill, nascuda l'any 1964 i una filla, Francesca. Actualment, està casat amb la seva segona dona, la seva antiga productora i sòcia Helen Buck Bartlett, sòcia a Barnstorm Films a Venice. La parella té dues filles, Madeline i Daphne.

## Premis i distincions
Premis Óscar
| Any  | Categoria         | Pel·lícula | Resultat  |
| ---- | ----------------- | ---------- | --------- |
| 1974 | Millor pel·lícula | El cop     | Guanyador |